# Nastas'ja Filippovna Baraškova
Nastàs'ja Filìppovna Baraškova (in russo Настасья Филипповна Барашкова?; AFI: [nastˈɑsʲjj͡a fʲiɭʲˈippʌvna barˈɑʃkʌva]) è uno dei personaggi principali del romanzo L'idiota di Fëdor Dostoevskij.
È una delle figure più importanti dell'intera produzione dostoevskijana e in lei l'enigma della contraddizione della natura umana trova una delle rappresentazioni più alte e profonde. La sua affascinante e misteriosa bellezza è un elemento chiave del romanzo che alimenta tanto i desideri quanto i conflitti degli altri personaggi e funge da catalizzatore per i dilemmi morali e le tensioni emotive che si sviluppano nel corso della vicenda narrata. Nel corso degli anni sono state offerte numerose chiavi di lettura in saggi e studi critici che hanno approfondito le connotazioni simboliche, religiose, psicologiche, morali, letterarie e stilistiche di questo personaggio. A grandi linee, si possono individuare due interpretazioni principali: una considera l'eroina come un'etera spietata, una femme fatale vendicativa e orgogliosa, una donna in preda a una passione sensuale debordante che è la causa della sua distruzione; l'altra la considera come l'incarnazione della sensibilità morale e della castità, dell'aspirazione verso un ideale e dell'amore puro, una vittima della corruzione della società.

## Biografia del personaggio

### I primi anni
Il padre di Nastas'ja Filippovna è Filipp Aleksandrovič Baraškov, un proprietario terriero, povero e indebitato, delle province centrali della Russia. Ufficiale a riposo di una famiglia di buona nobiltà, Baraškov si allontana dalla proprietà per raggiungere la città capoluogo del distretto per incontrare uno dei suoi maggiori creditori; lo starosta delle sue proprietà lo raggiunge riportandogli la notizia che la casa è bruciata e nell'incendio ha perso la vita anche la moglie. Baraškov muore da lì a tre mesi, dopo essere impazzito. La proprietà viene venduta per saldare i debiti, mentre delle due figlie di Filipp (all'epoca dei fatti di sei e sette anni) si fa carico il vicino di casa Afanasij Ivanovič Tockij, un funzionario in ritiro. La più piccola muore di tosse canina poco dopo e Nastas'ja resta orfana e senza altri affetti familiari.

### A Pietroburgo

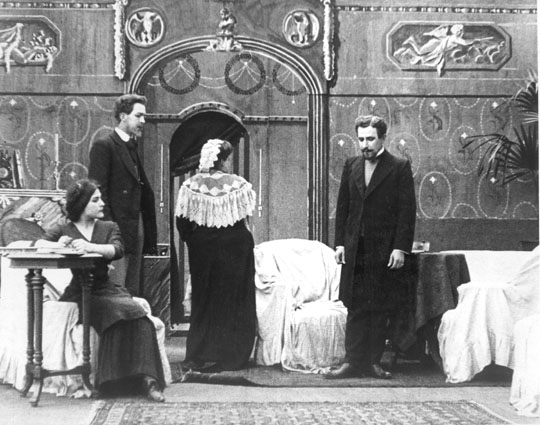
Ljubov' Varjagina (sulla sinistra) interpreta Nastas'ja in una scena del film muto L'idiota (1910)

Nastas'ja, che ormai non è più una bambina, si trasferisce a Pietroburgo. Tockij desidera sposare una delle figlie del suo amico, il generale Ivan Epančin e la decisione non lascia Nastas'ja indifferente. Per quietarla, Tockij ed Epančin pensano di combinare un matrimonio tra lei e Ganja, il segretario del generale, e comprare il silenzio di Nastas'ja offrendo una dote di 75 000 rubli. Nella conversazione tra Epančin e Tockij traspare, inoltre, il desiderio del primo di poter diventare l'amante della giovane donna: il generale è ben disposto a dare una delle sue figlie in sposa all'amico, e si compiace al solo prefigurare di poter mettere le mani sulla "figlia adottiva" di Tockij.
Nastas'ja si reca nella casa del generale Ìvolgin, padre di Ganja, per poter fare la conoscenza della sua futura suocera, Nina Aleksandrovna. La situazione precipita e la sorella di Ganja, Varvara, dà della svergognata a Nastas'ja; Ganja sta per colpire la sorella con uno schiaffo quando si intromette il principe Lev Nikolaevič Myškin, giunto da poco in città e affittuario di casa Ìvolgin. Quella sera stessa Nastas'ja organizza una festa a casa sua; tra gli invitati figura anche Tockij, e si aspetta il sì definitivo della ragazza alle nozze con Ganja. La festa degenera con l'arrivo di Parfën Rogožin, ragazzo innamorato di Nastas'ja, e della sua banda. Nastas'ja chiede al principe se debba o meno sposare Ganja, e Lev le dice di non farlo. Subito dopo, chiede lui stesso la mano di Nastas'ja; sebbene in un primo momento sia sul punto di accettare, rifiuta la proposta del principe e scappa a Mosca con Rogožin, nell'incredulità generale.

### In fuga da Pietroburgo
Il rapporto tra Parfën e Nastas'ja è ondivago. I due sperperano denaro, fanno baldoria insieme, ma frequenti sono i loro litigi e Rogožin finisce anche per usare la violenza su Nastas'ja, picchiandola per la gelosia. Quando ormai si apprestano a convolare a nozze, Nastas'ja fugge via da Parfën: Rogožin la insegue e il rapporto tra i due riprende. Nel frattempo Nastas'ja inizia a scrivere delle lettere alla più piccola delle figlie del generale Epančin, la ventenne Aglaja Ivanovna; in queste lettere, Nastas'ja manifesta il suo desiderio di vedere Lev e Aglaja sposarsi.

### Gli ultimi giorni
Nastas'ja e Lev hanno modo di rivedersi a Pavlovsk, nei pressi di Pietroburgo. Una sera, su richiesta di Aglaja e con l'aiuto di Rogožin, viene fissato un incontro tra le due ragazze. Ne segue un duro scambio di accuse e di insulti tra le due. Nastas'ja ordina a Rogožin di andarsene e chiede a Myškin di restare con lei; inoltre, dice ad Aglaja che, qualora glielo chiedesse, il principe sceglierebbe lei e non Aglaja. A queste parole, Lev ha un momento di esitazione. Aglaja, offesa, scappa via e quando Lev prova a inseguirla viene fermato da Nastas'ja, che sviene. Quando si riprende, lei e il principe decidono di sposarsi. Il giorno del matrimonio, Nastas'ja vede tra la folla Rogožin e si precipita da lui, chiedendogli di portarla via. Dopo qualche ora Parfën uccide Nastas'ja in casa con il pugnale e, avvertito il principe, gli mostra il cadavere della ragazza.

## Creazione e sviluppo
Negli anni '60 del diciannovesimo secolo, Dostoevskij vive un periodo di profondo turbamento e di crisi economica; dopo aver perso somme considerevoli di denaro al gioco d'azzardo, ottiene una cifra di quattromila rubli come anticipo per l’uscita di un romanzo sulla rivista Messaggero Russo (in russo Русский вестник?, Russkij vestnik). Per via di questa commissione, inizia la stesura de L'idiota.
(Fëdor Dostoevskij, Lettera ad Apollon Nikolaevič Majkov)
Al momento in cui viene scritta la lettera da Ginevra, i due eroi già «chiari nell'anima» dello scrittore sono Parfën Rogožin e Nastas'ja Filippovna, i quali sono presentati nella prima parte del romanzo già nella loro motivazione psicologica.
Come per quasi tutti i romanzi dell'autore russo, la scrittura è stata piuttosto lenta, e il processo creativo molto articolato. Analizzando il materiale preparatorio, raccolto nei quaderni 3, 10 e 11 dell'Archivio centrale di Mosca, Pavel Sakulin e Nikolaj Bel'čikov hanno identificato nove diversi piani, corrispondenti ad altrettanti sviluppi della trama, grazie ai quali si può seguire la formazione dei personaggi maggiori del romanzo, tracciando i cambiamenti, spesso radicali, che questi subirono dall'agosto 1867 fino alla pubblicazione nel febbraio 1869 degli ultimi capitoli della quarta parte del romanzo. Ad esempio, in una versione preliminare del romanzo, Nastas'ja è innamorata di Ganja e viene stuprata dall'idiota (fratello di Ganja, in questo piano dell'opera); in una rielaborazione successiva è invece Ganja a commettere la violenza sulla ragazza.

### Fonti d'ispirazione

#### Il processo Umeckij
Dal 26 settembre al 18 ottobre 1867, su alcuni articoli di cronaca riportati dal quotidiano La voce (in russo Голос?, Golos), Dostoevskij ha modo di leggere i resoconti del processo nel quale è coinvolta la famiglia Umeckij: a Kašira, nel governatorato di Tula, una ragazza di sedici anni tenta ben quattro volte di dar fuoco alla casa dei propri genitori, due proprietari terrieri di medio livello economico, a causa dei maltrattamenti subiti e delle vessazioni. Della lettura di questo fatto di cronaca e della reazione di Dostoevskij si trova traccia sia nelle memorie di Anna Grigor'evna Dostoevskaja sia in una lettera dello scrittore a Majkov datata 21 ottobre 1867. Il tentativo dell'adolescente Ol'ga Umeckaja di vendicare le violenze subite diventa uno dei tratti caratteristici di Nastas'ja, desiderosa di vendetta a seguito delle violenze di cui è stata oggetto da bambina: la ragazza, infatti, viene descritta nelle bozze preparatorie come «timida, ma terribilmente insolente e vendicativa dentro di sé, come una vipera», e «ingenua nei suoi desideri: vendicarsi di tutti». 

#### Altri modelli d'ispirazione

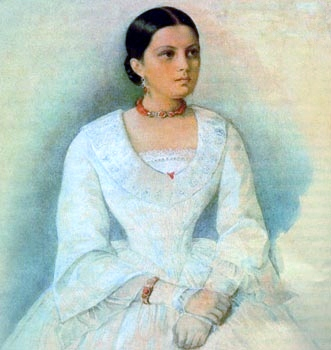
Ritratto di Avdot'ja Panaeva (1850 ca.), che fu tra le fonti di ispirazione del personaggio di Nastas'ja Filippovna

Nell'immagine di Nastas'ja si possono scorgere alcuni tratti di somiglianza sia con la prima moglie dello scrittore, Marija Dmitrievna, sia con Polina Suslova, la femme fatale che fu motivo di ispirazione per molti dei personaggi femminili dostoevskijani (Polina Aleksandrovna ne Il giocatore, Katerina Ivanovna Marmeladova in Delitto e Castigo, Lizaveta Nikolaevna ne I demoni, Katerina e Grušenka ne I fratelli Karamazov): nel rapporto tra l'eroina del romanzo e Tockij si manifestano in qualche misura i profondi motivi psicologici di amore e odio che furono l'essenza del rapporto tra Suslova e Dostoevskij. Secondo il critico letterario Leonid Grossman, Dostoevskij si è ispirato anche alla figura di Avdot'ja Panaeva, organizzatrice negli anni 1840 di un salotto letterario a San Pietroburgo nei pressi di via Vladímirskaja, ai Cinque Canti (in russo Пять углов?), ovvero quello che nel romanzo è l'appartamento di Nastas'ja.
Nell'episodio che vede Nastas'ja avere una colluttazione con un ufficiale amico di Evgenij Pavlovič, Dostoevskij prende a modello Ol'ga Sokratovna, moglie dello scrittore Nikolaj Černyševskij e vittima di una situazione simile.
Per quanto concerne la morte di Nastas'ja, Dostoevskij si è ispirato a un altro fatto di cronaca riportato dai giornali russi nel novembre 1867. A Mosca, il mercante Mazurin fu accusato di aver ucciso il gioielliere Kalmykov. Come risulta dalle cronache giudiziarie, l'arma del delitto fu un rasoio, il luogo del delitto fu la casa dell'assassino in una stanza accanto alla camera da letto della madre, e il cadavere fu ricoperto con un'incerata americana. Tutti questi dettagli confluiscono negli appunti preparatori del 7 novembre e, infine, nelle ultime pagine del romanzo, dove persino il disinfettante utilizzato da Rogožin, il liquido di Ždanov, coincide con quello adoperato da Mazurin. Konstantin Močulʹskij ha notato che Nastas'ja cita più volte ques'episodio di cronaca nera e afferma di aver letto la notizia proprio il giorno in cui Parfën entra nella sua vita.
Tra i modelli letterari, invece, figurano le eroine di George Sand, e in particolare l'Edmée del romanzo del 1837 Mauprat, ma anche l'Emma Rouault di Gustave Flaubert.

### Il nome
Nelle sue opere, Dostoevskij ama usare nomi dal forte valore simbolico. Il personaggio di Nastas'ja Filippovna compare nelle prime bozze del 14 settembre 1867 con il nome di Mignon, che richiama la delicata e sofferente ragazza de Gli anni di apprendistato di Wilhelm Meister di Goethe: già sette anni prima l'intenzione di creare una "Mignon russa" è delineata nei taccuini dell'autore, sebbene non ci siano pervenute bozze di quel periodo. Nei quaderni di appunti 3 e 11 lo scrittore utilizza in modo alternato i nomi Mignon, Umeckaja e le iniziali O.U. (Ol'ga Umeckaja) ed è solo a partire dal 7 marzo 1868 che Dostoevskij inizia a usare il nome Nastas'ja (o le sole iniziali N.F.). Il nome Nastas'ja, ipocoristico di Anastasia, deriva dal greco ἀνάστασις (anástasis), cioè "risveglio, resurrezione", e sarebbe stato scelto da Dostoevskij per illudere il lettore del suo potenziale benefico intrinseco. Il cognome Baraškova, invece, deriva da барашек (barashek), ossia "agnello", il che fa del personaggio il simbolo di una vittima sacrificale. Secondo Konrad Onasch, la scena finale del romanzo è appunto una rievocazione del sacrificio del Golgota. Nella lettura di Nina Pelikan Straus, la morte di Nastas'ja è una rappresentazione sì della crocefissione di Cristo, ma rovesciata: una versione surrealista della pietà, con i generi invertiti, e femminista nella sua semiotica perché è la donna, Nastas'ja, a essere messa sulla croce.

## Aspetto e personalità
Il personaggio di Nastas'ja viene introdotto gradualmente: dapprima si fa il suo nome sul treno per Pietroburgo, in un secondo momento si descrive il suo dipinto a casa del generale Epančin, e infine viene presentata Nastas'ja in carne e ossa quando fa irruzione in casa Ìvolgin.
Nastas'ja è l'eroina del romanzo, eppure riveste questo ruolo quasi in contumacia, in modo simile a quanto avviene con Nikolaj Stavrogin ne I demoni. La ragazza sembra controllare gli altri personaggi, ma spesso rimanendo in modo enigmatico lontana dall'azione vera e propria e limitando le proprie comparse.

### La bellezza di Nastas'ja

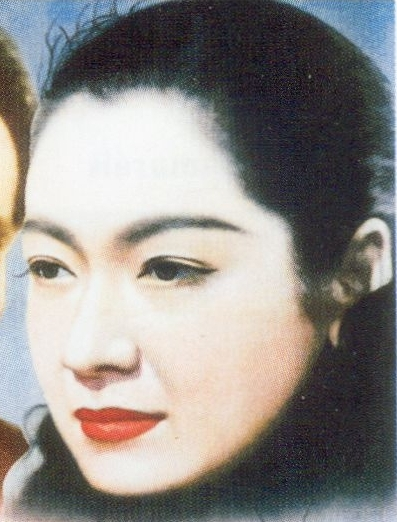
Setsuko Hara, interprete di Nastas'ja, sulla locandina del film L'idiota (1951)

Dostoevskij pone l'accento sull'eccezionale bellezza di Nastas'ja Filippovna, ed esamina il notevole effetto che questa ha su coloro che entrano in contatto con lei per la prima volta. Tockij è il primo a rimanere stregato dal fascino di quella che è ancora una bambina di 12 anni: ne coglie il potenziale per diventare una donna straordinariamente bella, e per questo ritiene conveniente dare a Nastas'ja un'ottima educazione. Parfën Rogožin racconta al principe di non aver chiuso occhio dopo aver visto Nastas'ja la prima volta. Lev, nel vedere il ritratto di Nastas'ja per la prima volta, non solo è colpito dalla sua bellezza, ma con la sua innata sensibilità intuisce l'orgoglio ferito e la sofferenza sul suo viso. Si innamora a tal punto di quell'immagine che, in un impeto di compassione, inizia a baciare il dipinto. Anche le donne della famiglia Epančin hanno modo di vedere Nastas'ja per la prima volta grazie a quel ritratto; la reazione di Adelaida, la sorella maggiore di Aglaja, è di per sé eloquente: «con una tale bellezza si può rovesciare il mondo!» La bellezza di Nastas'ja, quindi, traspare attraverso diverse prospettive. La ragazza emerge dai resoconti e dalle impressioni degli altri personaggi bella, erratica, orgogliosa, impudente e, come una moderna Medusa, lascia attoniti coloro che la guardano.
(Molly Brunson - The Medusa Effect)
Myškin percepisce nella bellezza di Nastas'ja una rivelazione divina, l'anima stessa del mondo. Il principe si fa portatore dell'idea che la bellezza salverà il mondo, ma è altrettanto consapevole che non può salvare Nastas'ja, poiché il suo mondo sembra andare in frantumi e rovesciarsi contro di lei. Lev assiste impotente allo spettacolo degli uomini che professano di amarla, ma che intimamente desiderano soprattutto possedere la sua bellezza, al punto da lottare per lei e fare offerte come se fosse un oggetto. Se da una parte Tockij ed Epančin sono convinti che la ragazza sia in vendita, dall'altra Rogožin e Ganja pensano di poterla comperare, come sottolinea Nastas'ja stessa alla festa di compleanno:
(Fëdor Dostoevskij - L'idiota, I, 15. Trad: Alfredo Polledro)
In un ambiente che la vede vittima di mercificazione, Nastas'ja decide di gettare tra le fiamme il pacco contenente le banconote per dare un segnale: sta provando a liberarsi dalla schiavitù del denaro e dalla sua influenza dominante.
Il corpo desiderabile e desiderato di Nastas'ja, feticizzato nelle sezioni iniziali e centrali del libro, non solo offre l'occasione principale a Lev per il suo esperimento di redenzione del mondo, ma dà anche agli altri personaggi moventi di azione, rivalità e follia. La bellezza di Nastas'ja, che agisce in modo demoniaco sugli uomini per tutto il romanzo, perde il suo ruolo di feticcio solo nel momento della morte, quando viene meno tutta la sua femminilità.

#### Il volto e l'iconografia
Di Nastas'ja, e in particolare del suo volto, Dostoevskij offre una descrizione molto accurata; le parole dell'autore russo sul dipinto sono l'unico esempio in tutto il romanzo in cui un volto umano viene descritto così in dettaglio. Nel ritratto che Ganja mostra a Epančin e a Lev, Nastas'ja appare di una bellezza abbagliante e fuori dall'ordinario: magra di viso e pallida, con i capelli di colore castano scuro e acconciati con semplicità, gli occhi ardenti, scuri e profondi, le guance scavate, la fronte pensosa, l’espressione del volto appassionata, orgogliosa, altera. 
Sono evidenti i richiami alla ritrattistica della Madonna occidentale (dalle sembianze più umane rispetto all'iconografia classica orientale, più stilizzata), e in particolare alla Madonna Sistina di Raffaello Sanzio conservata a Dresda.
(Anna Grigor'evna Dostoevskaja - Dostoevskij, mio marito, II, Dresda. Trad: Anna Milazzo Lipschütz)
A riprova del legame profondo tra l'opera di Raffaello e la ragazza, Vjačeslav Ivanov porta ad esempio la poesia recitata da Aglaja: quando legge i versi di C'era un cavaliere povero di Aleksandr Puškin, ella sostituisce maliziosamente l'acronimo A.M.D. (Ave Mater Dei) con N.F.B., ovvero le iniziali di Nastas'ja. Inoltre, secondo Juri Lotman, vi sono somiglianze tra Nastas'ja e la giovane Susanna dipinta da Rembrandt, le cui opere Dostoevskij ebbe modo di vedere proprio alla Pinacoteca di Dresda nel 1867. Nell'espressione dai richiami biblici del volto di Nastas'ja traspaiono orgoglio e sofferenza tali da indurre il principe Myškin a baciare l'immagine: questa scena va letta con gli occhi del cristiano ortodosso, per il quale il volto umano rispecchia le fattezze divine di Dio e l'icona rappresenta un punto di contatto tra l'umano e il divino. Tuttavia, Nastas'ja non rimane un'entità visiva fissa nel corso del romanzo e non incarna un ideale poiché, se lo facesse, non avrebbe bisogno di un'espressione letteraria; ella, dunque, si rivela nel corso della storia una figura umana e imperfetta, in attesa di una morte e di una risurrezione.

### La polifonia di Nastas'ja
Nastas'ja Filippovna è una figura profondamente tragica. Il suo dramma deriva dalla netta contraddizione tra la sua innocenza, ampiamente riconosciuta dal protagonista del romanzo, il principe Lev, e l'atteggiamento della società, che la ritiene portatrice di una corruzione morale irrimediabile, una visione che lei stessa sembra aver abbracciato interiormente.
(Michail Bachtin - Dostoevskij. Poetica e stilistica)
Queste due voci si sovrappongono continuamente e vengono alimentate, rafforzate, o anche interrotte dall'interazione con gli altri personaggi della vicenda narrata. Risentita delle voci che la condannano o la considerano già una «donna perduta» (il generale Ìvolgin fa esplicito riferimento a La signora delle camelie, e verso la fine del romanzo Lev trova una copia di Madame Bovary nelle sue stanze), Nastas'ja tende all'esagerazione e mette in atto un vero e proprio esercizio di recitazione, rendendo più intensa la sua voce di accusa quasi a voler confermare l'idea che la gente intorno ha di lei. È questo il caso del suo scontro con Nina Aleksandrovna a casa Ìvolgin, o ancora il suo atteggiamento libertino e lascivo quando accoglie Rogožin nella sua abitazione. Tuttavia, in queste occasioni accade che la voce del principe Myškin, che instaura con lei un dialogo interiore, la conduca in un'altra direzione, la costringa a mutare il proprio tono.

#### Il ruolo di Myškin e Rogožin
Lev, simbolo per antonomasia della purezza e dell'innocenza, rappresenta per Nastas'ja questa seconda voce, discorde rispetto alla massa; ed è proprio Lev ad affermare senza riserve l'innocenza della ragazza, anche quando questa è completamente immersa nel suo ruolo distruttivo di donna corrotta e si è calata alla perfezione nel ruolo della donna condannata. Questa seconda voce è sufficiente per far dubitare della propria corruzione Nastas'ja, la quale riconosce in Myškin la possibile realizzazione della sua innocenza e al contempo un uomo puro che perdoni il suo passato.
(Fëdor Dostoevskij - L'idiota, I, 16. Trad: Licia Brustolin)

Ma Nastas'ja è parimenti spinta da impulsi autodistruttivi, masochistici, vendicativi, e rifiuta di calarsi nel ruolo di corruttrice di bambini come il suo tutore Tockij. La proposta di matrimonio del principe adombra una fuga verso il completamento e la sospensione definitiva del sé, ma a questa prospettiva corrisponde una penetrazione nella coscienza disincarnata di Myškin. Se ci si focalizza sulla dinamica psicologica complessiva del romanzo, l'atteggiamento di Nastas'ja svolge un ruolo assai importante e potrebbe consistere in una rappresentazione della risoluzione del complesso di Edipo, dove alla figura del bambino vengono associati una passività e un masochismo percepiti, intrinsecamente, come femminili. Gli insulti che la ragazza rivolge a sé stessa, la sua pervicacia nel desiderio di essere distrutta, riecheggiano il meccanismo della sofferenza descritto da Freud in Lutto e melanconia.

Parfën (Gian Maria Volonté) e Nastas'ja (Anna Proclemer) prima di fuggire, in una scena dell'ultima puntata dello sceneggiato L'idiota (1959)

Nastas'ja rappresenta l'incarnazione poetica più profonda della «magna peccatrix» del Vangelo: non può accettare la proposta di matrimonio di Lev, non può infine redimersi perché rimane profondamente convinta della propria corruzione. Di qui la scelta di darsi a Parfёn Rogožin, con il quale e per il quale può compiere l'ultimo passo per diventare la «donna perduta». Rogožin di certo non è tra coloro che la condannano moralmente, ma la sua folle, morbosa, violenta ossessione attrae il suo impulso autodistruttivo e fa da eco alla voce che la identifica come colpevole. Per tutto il romanzo Nastas'ja rimane combattuta tra queste due pulsioni intrecciate ma inconciliabili: l'amore del principe, il desiderio di riscatto e la salvazione, da una parte; la morbosità di Rogožin, la violenta passione e la perdizione morale, dall'altra.
Gli effetti di questa titubanza si fanno sentire su tutti e tre i personaggi. Lev è torturato dalla consapevolezza della sofferenza di Nastas'ja. Parfёn soffre per la crudeltà della ragazza e il disprezzo nei confronti del suo amore, oltre che per la gelosia nei riguardi del principe. Infine Nastas'ja, incapace di accettare sia la sua innocenza sia la sua colpa, in fuga da Rogožin a Myškin e poi da Myškin di nuovo a Rogožin, giunge lentamente alla follia data l'impossibilità di trovare una soluzione giacché si è costretta in quel mondo, in termini estremi e polarizzati, che dà forma alla linea narrativa principale dell'opera. Joseph Frank ha sottolineato che «di fronte alla contraddizione insormontabile della purezza interiore e della sua disgrazia esteriore, Nastas'ja Filippovna come personaggio è irrimediabilmente condannata, e funzionerà per far cadere il "suo salvatore", il principe, nella sua stessa tragica fine.»

### I sentimenti di Nastas'ja

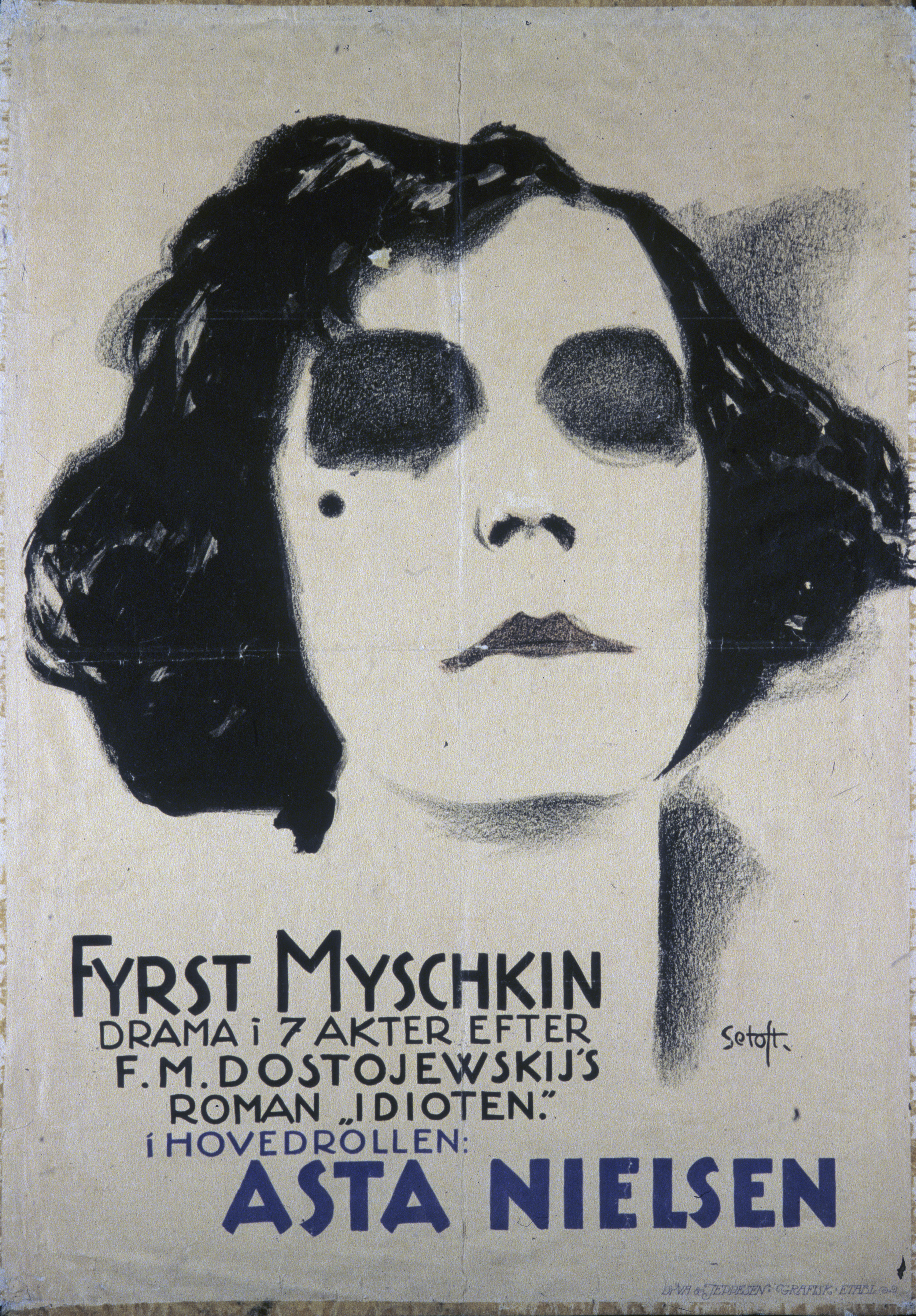
Asta Nielsen, interprete di Nastas'ja, sulla locandina del film muto Irrende Seelen di Carl Froelich (1921)

Nastas'ja, come sottolineato in precedenza, è l'eroina del romanzo, ma è una figura che appare molto raramente sulla scena, soprattutto nelle sezioni centrali dell'opera (dalla fine della prima parte in poi). Di lei si parla quasi sempre in modo indiretto, sotto forma di ricordo, impressione o commento. Di Nastas'ja Filippovna è difficile conoscere i veri sentimenti, poiché la visione offerta al lettore è sempre quella esterna, mediata dagli occhi dei personaggi che le ruotano intorno. L'unica eccezione appare essere la serie di lettere private che la ragazza invia ad Aglaja, attraverso le quali è possibile accedere, o quantomeno avvicinarsi, alla parte più intima del personaggio; tuttavia anche queste missive sono presentate al lettore nella loro forma finale, e manca del tutto una descrizione dello stato d'animo di Nastas'ja durante la fase di scrittura. Per di più, se si è propensi a sostenere che Nastas'ja sia un personaggio incapace di accettare sé stessa e, dunque, tutte le sue parole siano un mezzo artificioso per poter interpretare il ruolo di arrogante seduttrice che gli altri le attribuiscono, allora anche le lettere ad Aglaja non sono altro che esercizi di stile intrisi di falsi sentimenti.
Victor Terras sostiene che Dostoevskij ha lasciato aperta la questione dei sentimenti erotici di Nastas'ja; non è per nulla chiaro, infatti, se ne abbia. Probabilmente da adolescente Nastas'ja può aver provato dei sentimenti dalle tinte erotiche per il suo tutore, quando era ancora una ragazza felice e credeva di potersi fidare di lui ed era convinta si prendesse cura di lei. È anche il tradimento di questo suo amore adolescenziale e della sua fiducia di bambina che la porta a diffidare e a mettere in discussione la sua stessa sessualità e la motivazione degli uomini che la desiderano.
Nelle sue lettere Nastas'ja si dichiara «innamorata» di Aglaja, che vede forse come una versione intatta di sé stessa, ciò che lei avrebbe potuto essere se non avesse avuto sulla sua strada Tockij e se fosse cresciuta in un ambiente protetto.
(Fëdor Dostoevskij - L'idiota, III, 10. Trad: Licia Brustolin)
Questo tipo di amore professato da Nastas'ja coinciderebbe con una risoluzione negativa od omosessuale del complesso di Edipo: nelle opere di Dostoevskij l'amore tra due donne è spesso una reazione contro l'abuso e il tradimento da parte degli uomini che le circondano (ad esempio, ne I fratelli Karamazov Katerina Ivanovna si innamora della sua rivale Grušenka). Nondimeno, questa dichiarazione di Nastas'ja potrebbe essere un tentativo di coinvolgere una seconda donna nel suo tormento amoroso. Nel romanzo infatti, se ci si limita alla vicenda amorosa, i tre personaggi principali Lev, Parfёn e Nastas'ja formano un triangolo; a questo, Nastas'ja con le sue lettere prova a sovrapporne un secondo, ai cui vertici compaiono lei e Lev, come nel caso precedente, e Aglaja al posto di Parfёn; non va dimenticato che la sua assenza fisica dalle scene contribuisce a dare l'occasione e il tempo necessario a Lev e Aglaja di innamorarsi l'uno dell'altra.

### Le interpretazioni simboliste
Prima che Aleksandr Skaftimov scrivesse la prima monografia su L'idiota nel 1924, riconoscendone la grande profondità analitica e sociale, e ponendo l'accento sugli aspetti psicologici, sul finire del XIX secolo e risentendo dell'influenza nietzschiana non sono mancate le interpretazioni del romanzo in chiave simbolica o allegorica, creando dei parallelismi, spesso inverosimili, tra i personaggi del romanzo e quelli dei miti classici dell'antichità o del folklore popolare. Ad esempio, secondo Akim Volinskij Nastas'ja incarna l'Eterno femminino goethiano (in russo Вечная Женственность?): le forze sataniche cercano di possedere e umiliare la bellezza russa, ma poiché è pura di cuore, alla fine viene salvata. Nell'interpretazione mitologica di Vjačeslav Ivanov, Nastas'ja sarebbe prigioniera di Ahriman, archetipo della distruzione. Icona della bellezza pura, sedotta dal «principe del mondo» e in attesa nella sua prigione del suo liberatore, Nastas'ja è, secondo Konstantin Močul'skij, l'incarnazione di Psiche, un'anima che si è allontanata da Dio e, inorgoglita dalla sua bellezza, si confina nel suo egoismo; tuttavia, i ricordi della sua origine divina le causano un senso di colpa fatale.

## Filmografia
Nel corso dei decenni sono stati molteplici gli adattamenti cinematografici e televisivi dell'opera di Dostoevskij, a cominciare dagli albori del cinema sovietico.

### Cinema
- L'idiota, regia di Pёtr Ivanovič Čardynin (1910), con Ljubov' Varjagina
- Il principe idiota, regia di Eugenio Perego (1920), con Paola Borboni
- Irrende Seelen, regia di Carl Froelich (1921), con Asta Nielsen
- L'idiota, regia di Georges Lampin (1946), con Edwige Feuillère
- L'idiota, regia di Akira Kurosawa (1951), con Setsuko Hara (il personaggio di Nastas'ja prende il nome di Taeko Nasu)
- Idiot, regia di Ivan Aleksandrovič Pyr'ev (1958), con Julija Borisova
- Amour braque - Amore balordo, regia di Andrzej Żuławski (1985), con Sophie Marceau (il personaggio di Nastas'ja prende il nome di Marie)
- Nastasja, regia di Andrzej Wajda (1994), con l'on'nagata Bandō Tamasaburō V
- Daun Chaus, regia di Roman Romanovič Kačanov (2001), con Anna Buklovskaja
- L'Idiot, regia di Pierre Léon (2009), con Jeanne Balibar
- L'idiota, regia di Rainer Sarnete (2011), con Katariina Unt

### Televisione
- L'idiota, regia di Giacomo Vaccari (1959), con Anna Proclemer
- The Idiot, regia di Alan Bridges (1966), con Adrienne Corri
- L'idiota, regia di Vladimir Bortko (2003), con Lidija Veleževaja